# 1908年ロンドンオリンピックのテニス競技
1908年ロンドンオリンピックにおけるテニス競技（1908ねんロンドンオリンピックのテニスきょうぎ）の成績結果に関する記事。

## 大会の流れ
- このロンドン五輪では、通常の屋外競技に加えて「室内競技大会」（Indoor Courts）が別途に実施された。オリンピックの公式記録には、屋外競技と室内競技の両方のメダル受賞者が掲載されている。オリンピックのテニスで屋外競技と室内競技の2つが実施されたのは、このロンドン五輪と1912年ストックホルム五輪のみであった。
- 屋外競技・室内競技とも、男女シングルス・男子ダブルスの3部門が実施された。

## 屋外競技のメダル受賞者

### 男子シングルス
| 順位 | 選手名                       | 国・地域   |
| ---- | ---------------------------- | ---------- |
| 1    | ジョシア・リッチー           | イギリス   |
| 2    | オットー・フロイツハイム     | ドイツ     |
| 3    | ウィルバーフォース・イーブズ | イギリス   |
| 4    | ジョン・リチャードソン       | 南アフリカ |

#### 大会経過
準決勝
- ジョシア・リッチー vs.  ウィルバーフォース・イーブズ　2-6, 6-1, 6-4, 6-1
- オットー・フロイツハイム vs.  ジョン・リチャードソン　2-6, 6-1, 6-4, 6-4

決勝
- ジョシア・リッチー vs.  オットー・フロイツハイム　7-5, 6-3, 6-4

銅メダル決定戦
- ウィルバーフォース・イーブズ vs.  ジョン・リチャードソン　6-2, 6-3, 6-3

### 男子ダブルス
| 順位 | 選手名                                         | 国・地域 |
| ---- | ---------------------------------------------- | -------- |
| 1    | レジナルド・ドハティー＆ジョージ・ヒルヤード   | イギリス |
| 2    | ジェームズ・パーク＆ジョシア・リッチー         | イギリス |
| 3    | クレメント・カザレット＆チャールズ・ディクソン | イギリス |
| 4    | マックス・デキュジス＆モーリス・ジェルモー     | フランス |

#### 大会経過
準決勝
- レジナルド・ドハティー＆ジョージ・ヒルヤード vs.  クレメント・カザレット＆チャールズ・ディクソン　5-7, 2-6, 6-4, 17-15, 6-4
- ジェームズ・パーク＆ジョシア・リッチー vs.  マックス・デキュジス＆モーリス・ジェルモー　不戦勝

決勝
- レジナルド・ドハティー＆ジョージ・ヒルヤード vs.  ジェームズ・パーク＆ジョシア・リッチー　9-7, 7-5, 9-7

銅メダル決定戦
- クレメント・カザレット＆チャールズ・ディクソン vs.  マックス・デキュジス＆モーリス・ジェルモー　不戦勝

### 女子シングルス

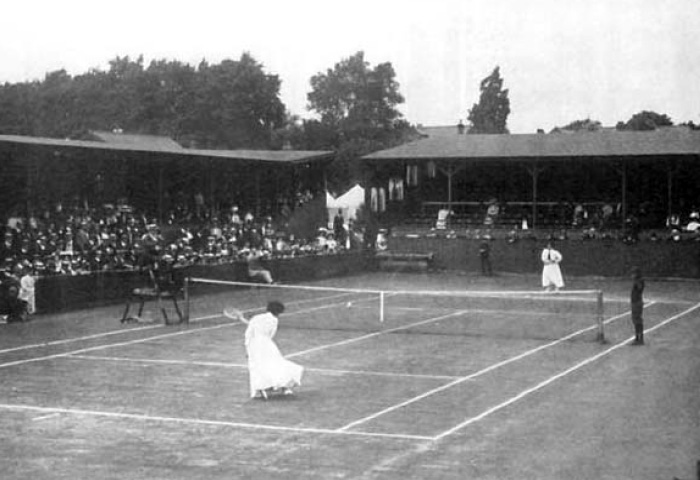
ロンドン五輪の女子シングルス競技

| 順位 | 選手名                           | 国・地域 |
| ---- | -------------------------------- | -------- |
| 1    | ドロテア・ダグラス・チェンバース | イギリス |
| 2    | ドラ・ブースビー                 | イギリス |
| 3    | ジョーン・ウィンチ               | イギリス |
| 4    | ケイト・フェンウィック           | フランス |

#### 大会経過
準決勝
- ドロテア・ダグラス・チェンバース vs.  ジョーン・ウィンチ　6-1, 6-1
- ドラ・ブースビー vs.  ケイト・フェンウィック　不戦勝

決勝
- ドロテア・ダグラス・チェンバース vs.  ドラ・ブースビー　6-1, 7-5

銅メダル決定戦
- ジョーン・ウィンチ vs.  ケイト・フェンウィック　不戦勝

## 室内競技のメダル受賞者

### 男子シングルス
| 順位 | 選手名                       | 国・地域 |
| ---- | ---------------------------- | -------- |
| 1    | アーサー・ゴア               | イギリス |
| 2    | ジョージ・カリディア         | イギリス |
| 3    | ジョシア・リッチー           | イギリス |
| 4    | ウィルバーフォース・イーブズ | イギリス |

#### 大会経過
準決勝
- アーサー・ゴア vs.  ジョシア・リッチー　4-6, 6-3, 5-7, 6-1, 6-4
- ジョージ・カリディア vs.  ウィルバーフォース・イーブズ　7-5 （途中棄権）

決勝
- アーサー・ゴア vs.  ジョージ・カリディア　6-3, 7-5, 6-4

銅メダル決定戦
- ジョシア・リッチー vs.  ウィルバーフォース・イーブズ　不戦勝

### 男子ダブルス
| 順位 | 選手名                                             | 国・地域     |
| ---- | -------------------------------------------------- | ------------ |
| 1    | アーサー・ゴア＆ハーバート・ローパー・バレット     | イギリス     |
| 2    | ジョージ・カリディア＆ジョージ・シモンド           | イギリス     |
| 3    | ウォルマー・ボストロム＆グンナー・セッターウォール | スウェーデン |
| 4    | ライオネル・エスコム＆ジョシア・リッチー           | イギリス     |

#### 大会経過
準決勝
- ジョージ・カリディア＆ジョージ・シモンド vs.  ウォルマー・ボストロム＆グンナー・セッターウォール　6-4, 9-7, 2-6, 6-2
- アーサー・ゴア＆ハーバート・ローパー・バレット vs.  ライオネル・エスコム＆ジョシア・リッチー　0-6, 6-4, 6-3, 6-3

決勝
- アーサー・ゴア＆ハーバート・ローパー・バレット vs.  ジョージ・カリディア＆ジョージ・シモンド　6-2, 2-6, 6-3, 6-3

銅メダル決定戦
- ウォルマー・ボストロム＆グンナー・セッターウォール vs.  ライオネル・エスコム＆ジョシア・リッチー　4-6, 6-3, 1-6, 6-0, 6-3

### 女子シングルス
| 順位 | 選手名                             | 国・地域     |
| ---- | ---------------------------------- | ------------ |
| 1    | グラディス・イーストレーク・スミス | イギリス     |
| 2    | アリス・グリーン                   | イギリス     |
| 3    | マルタ・アドラーストレール         | スウェーデン |
| 4    | エルセ・ワレンベルグ               | スウェーデン |

#### 大会経過
準決勝
- アリス・グリーン vs.  マルタ・アドラーストレール　6-1, 6-3
- グラディス・イーストレーク・スミス vs.  エルセ・ワレンベルグ　6-4, 6-4

決勝
- グラディス・イーストレーク・スミス vs.  アリス・グリーン　6-2, 4-6, 6-0

銅メダル決定戦
- マルタ・アドラーストレール vs.  エルセ・ワレンベルグ　1-6, 6-3, 6-2

## 国別メダル受賞数
| 順   | 国・地域     | 金 | 銀 | 銅 | 計 |
| ---- | ------------ | -- | -- | -- | -- |
| 1    | イギリス     | 6  | 5  | 4  | 15 |
| 2    | ドイツ       | 0  | 1  | 0  | 1  |
| 3    | スウェーデン | 0  | 0  | 2  | 2  |
| 総計 | 総計         | 6  | 6  | 6  | 18 |